# Greve (gemeente)
Greve is een gemeente in de Deense regio Seeland (Sjælland) en telt 49.921 inwoners (2017).
Greve wordt bij de herindeling van 2007 niet samengevoegd maar blijft een zelfstandige gemeente.
De Deense plaats Greve heeft een jumelage met het Italiaanse Greve in Chianti.

## Plaatsen in de gemeente
- Greve Landsby
- Greve Strand (hoofdplaats)
- Hundige
- Karlslunde
- Karlslunde Strand
- Kildebrønde
- Mosede
- Tune

Faxe · Greve · Guldborgsund · Holbæk · Kalundborg · Køge · Lejre · Lolland · Næstved · Odsherred · Ringsted · Roskilde · Slagelse · Solrød · Sorø · Stevns · Vordingborg
- International Standard Name Identifier: 0000 0004 0447 2910
- Library of Congress Control Number: n79113860
- MusicBrainz: 4219cc7d-f613-49aa-ab17-7d28ed7afa04
- Nationale Bibliotheek van Israël: 987007552629905171
- Virtual International Authority File: 151260761
- WorldCat: E39PBJj4qVGhxrFVyXQR4PY9Dq